# Sattel Pass
Sattel Pass är ett bergspass i Schweiz.   Det ligger i distriktet Bezirk Schwyz och kantonen Schwyz, i den centrala delen av landet, 90 km öster om huvudstaden Bern. Sattel Pass ligger 932 meter över havet.